# Waldemar Geyer

Waldemar Geyer

Waldemar Friedrich Gustav Geyer (* 14. März 1882 in Breslau; † 5. September 1947 in Hannover) war ein deutscher Politiker (NSDAP) und Polizeipräsident.

## Leben
Geyer wurde von 1893 bis 1897 an der königlichen Militärerziehungsanstalt Schloß Annaburg im Kreis Torgau ausgebildet. Von 1897 bis 1900 absolvierte er eine Maurerlehre. Ab 1900 besuchte er eine Baugewerkschule und absolvierte eine Ausbildung im Berliner Kunstgewerbemuseum. Anschließend arbeitete er zunächst neun Jahre als Assistent eines Geheimen Baurates in Berlin, später dann als Architekt und Bausachverständiger. Zuletzt im Rang eines Vizefeldwebels und Garnisonsverwaltungsinspektors, nahm Geyer von 1914 bis 1918 am Ersten Weltkrieg teil, in dem er schwer verwundet wurde. 
Nach Kriegsende war Geyer bis September 1920 in der Heeresverwaltung tätig. Vom 15. Juni 1922 bis 31. Oktober 1924 war er Vertragsangestellter beim Finanzamt Wilmersdorf.
Zwischen 1921 und 1925 hatte Geyer führende Funktionen in völkischen Kampfverbänden inne: von 1921 bis 1923 war er „Deutschwart“ im Deutschvölkischen Schutz- und Trutzbund; danach gehörte er dem Arbeiterbefreiungsbund an. Ziel dieser, im Oktober 1922 von den Freikorpsführern Gerhard Roßbach und Heinz Oskar Hauenstein in Berlin gegründeten, Organisation war es, im Berliner Raum neue Mitglieder für die, zu dieser Zeit noch weitgehend auf Bayern beschränkte, NSDAP zu werben. Später gehörte Geyer dem von Ernst Röhm gegründeten Frontbann, einer Auffangorganisation der nach dem Hitlerputsch verbotenen SA, an. Innerhalb des Frontbanns war Geyer mit der Leitung der Gruppen von Berlin und Brandenburg betraut. In den Jahren 1924 und 1925 führte Geyer die Wilmersdorfer Ortsgruppe der Nationalsozialistischen Freiheitspartei (NSFP), einer Listenverbindung unter Einschluss der zu dieser Zeit verbotenen NSDAP. 
Im Oktober 1925 wurde Geyer wegen Geheimbündelei zusammen mit der gesamten Führungsriege des Frontbanns vorübergehend verhaftet. 
Ab Dezember 1925 wirkte Geyer an der Vorbereitung der Gründung der Berliner Sturmabteilung (SA) mit: Diese vollzog er offiziell am 22. März 1926, als er mit Kurt Daluege den Gausturm Berlin-Brandenburg gründete, dessen stellvertretender Gausturmführer und erster Standartenführer er wurde. Zahlreiche bisherige Frontbann-Mitglieder schlossen sich in diesen Monaten der SA an, die in der Folgezeit die Stellung der dominierenden Kraft innerhalb der Berliner NSDAP einnahm.
Im Widerspruch zu Hitlers Kurs, die Macht auf legalem Wege zu erobern, hing die SA in diesen Jahren mehrheitlich weiterhin dem Freikorpsgedanken und der damit verbundenen putschistischen Linie an. Zwischen beiden Parteiflügeln kam es zu andauernden – mitunter handgreiflich ausgetragenen – Auseinandersetzungen, die sich erst mit der Einsetzung von Joseph Goebbels als neuen Berliner Gauleiter im Herbst 1926 beruhigten. Geyer, der zum 17. Mai 1926 der NSDAP beigetreten war (Mitgliedsnummer 36.801), war zunächst führender Vertreter des SA-Flügels und arrangierte sich später mit Goebbels. Im März 1927 war Geyer an tätlichen Auseinandersetzungen zwischen SA-Mitgliedern und Angehörigen des kommunistischen Rotfrontkämpferbundes auf dem Bahnhof Lichterfelde Ost beteiligt. Dabei erlitt er einen Bauchschuss, wahrscheinlich durch von SA-Mitgliedern eingesetzte Schusswaffen. Zu dieser Zeit hatte Geyer in der SA die Funktionen eines stellvertretenden Gausturmführers inne. Bis 1932 führte er zudem zwei SA-Standarten in Berlin. 1932 wechselte er in den Stab der Obersten SA-Führung (OSAF), dem er bis Mai 1933 angehörte.
Nach der Machtübertragung an die Nationalsozialisten wurde Geyer bei der Reichstagswahl vom März 1933 als Kandidat der NSDAP für den Wahlkreis 3 (Potsdam II) in den Reichstag gewählt, dem er fortan ohne Unterbrechung bis zum Ende der NS-Herrschaft im Mai 1945 angehörte. Als Abgeordneter stimmte er unter anderem für die Verabschiedung des Ermächtigungsgesetzes vom März 1933. In der SA führte Geyer, seit März 1933 im Rang eines Oberführers, die SA-Brigade 27 (Brandenburg-West).
Im Oktober 1936 wechselte Geyer als stellvertretender Polizeipräsident nach Hannover und bekleidete von Dezember 1937 bis Oktober 1942 das Amt des Polizeipräsidenten der Polizeidirektion Hannover. Vor 1938 wurde er ehrenamtlicher Richter am Volksgerichtshof. Im März 1942 zum SA-Gruppenführer und im Februar 1943 zum Generalmajor der Polizei befördert, war Geyer von 1942 bis 1945 Landesführer der Technischen Nothilfe für Niederschlesien und Oberschlesien.

## Familie
1905 heiratete Geyer in erster Ehe Rose Freymand. Die Ehe wurde 1921 geschieden. 1922 heiratete er in zweiter Ehe Jenny Bartsch (* 30. April 1895).

## Nachlass
Im Bundesarchiv haben sich diverse Personalunterlagen zu Geyer erhalten: So haben sich im Bestand des ehemaligen Berlin Document Center (BDC) Polizeiunterlagen zu ihm erhalten (DS-Mikrofilm G 111, Bilder 7 bis 78).

## Schriften
- Ernstes und Heiteres aus Kriegs- und Vorkriegszeit. Dortmund 1933.